# Psi1 Aurigae
Psi1 Aurigae (ψ1 Aurigae, förkortat Psi1 Aur, ψ1 Aur) som är stjärnans Bayerbeteckning, är en ensam stjärna belägen i den nordöstra delen av stjärnbilden Kusken. Den har en skenbar magnitud på 4,91 och är svagt synlig för blotta ögat där ljusföroreningar ej förekommer. Baserat på parallaxmätning inom Hipparcosuppdraget på ca 0,82 mas, beräknas den befinna sig på ett avstånd på ca 4 000 ljusår (ca 1 200 parsek) från solen. Den är en långsam irreguljär variabel av LC-typ, vars magnitud varierar i storleksordningen 0,44.

## Egenskaper
Psi1 Aurigae är en orange till röd pulserande superjättestjärna av spektralklass M0 I. Den har en massa som är ca 14 gånger större än solens massa, en radie som är ca 600(1) gånger större än solens och utsänder från dess fotosfär ca 64 000 gånger mera energi än solen vid en effektiv temperatur på ca 3 750[3] K.